# 马丁·路德·金国家历史遗址

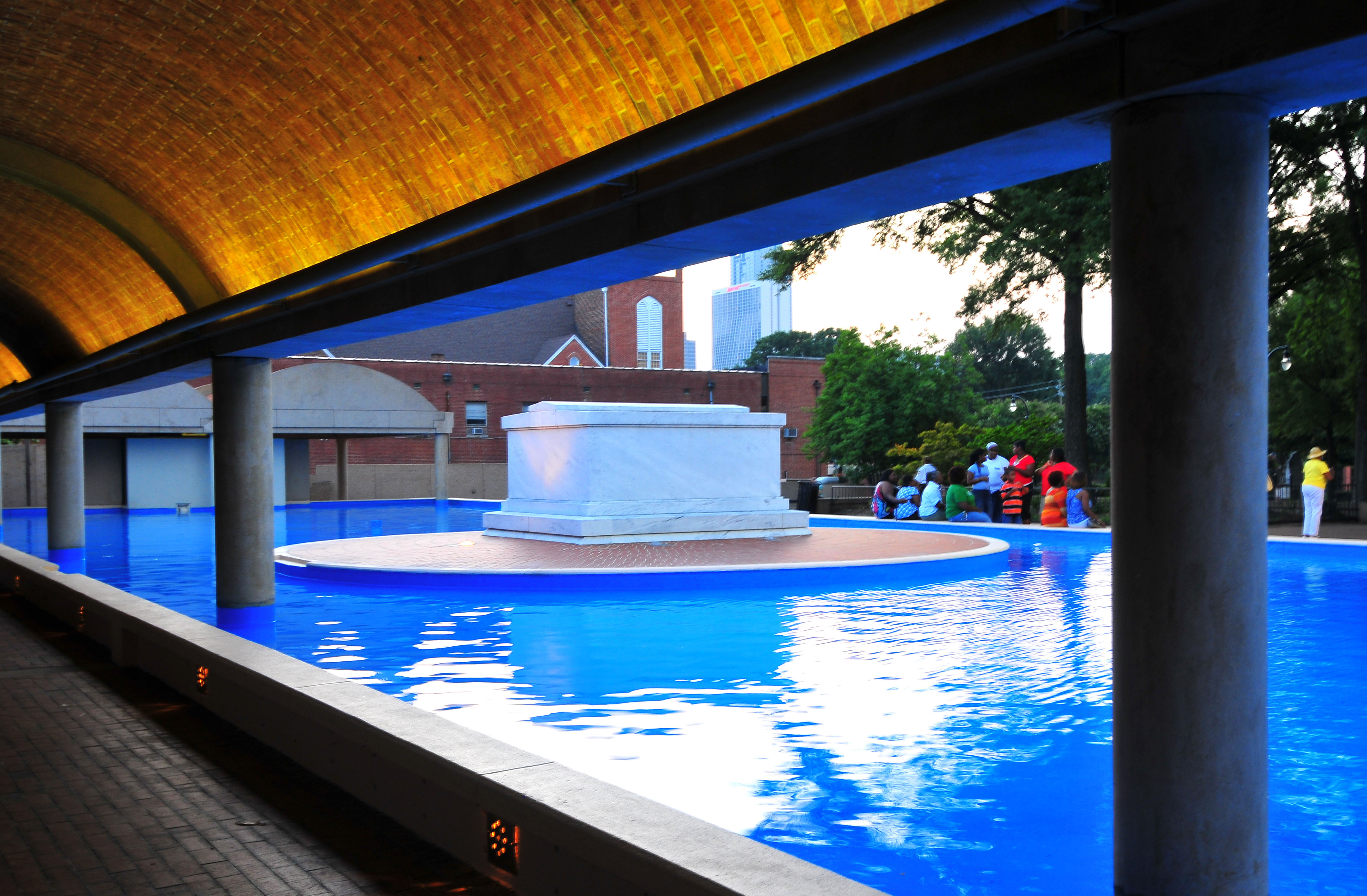

马丁·路德·金国家历史遗址（Martin Luther King Jr. National Historic Site）位于美国乔治亚州亚特兰大，于1980年10月10日设立，包括马丁·路德·金童年故居，以及原“以便以谢浸信会教堂，是金受浸，以及他父亲老马丁·路德·金 担任牧师的地方。

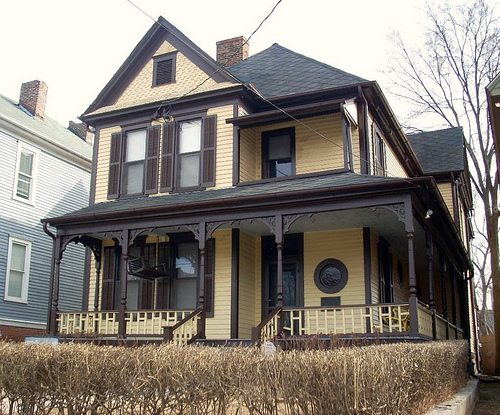
童年故居

该历史遗址共占地35英亩（0.14平方公里）。游客中心包含一个关于非裔美国人民权运动和马丁·路德·金的博物馆，由消防局改建的礼品店，“我有一个梦想”国际世界和平玫瑰园，圣雄甘地像，国际公民权利名人堂，纪念一些为社会正义工作的勇敢先驱。
每年一月的马丁·路德·金纪念日庆祝活动吸引大量的人群。演讲者包括美国总统，国家和地方政治家，以及民权领袖。在黑人历史月（2月），以及1968年4月4日,在田纳西州孟菲斯暗杀的周年纪念日，也举行纪念活动。
马丁·路德·金国家历史遗址的大部分区域在1977年5月5日列为国家历史地标。